# تاس‌ماهی روسی
تاس‌ماهی روسی یا چالباش یا چارواش(گیلکی)  (نام علمی: Acipenser gueldenstaedtii) نام یک گونه ازسرده تاس‌ماهیان‌اصلی از تیره ماهیان خاویاری است.
این ماهی خاویاری در خطر انقراض قرار دارد.

در دریای خزر، ماهی خاویاری روسی مهاجرت‌های تخم‌ریزی و تغذیه‌ای انجام می‌دهد : در بهار آنها به سمت شمال و نوار ساحلی و در پاییز به سمت جنوب و قسمت‌های عمیق‌تر دریا هدایت می‌شوند. رودخانه اصلی ماهی خاویاری ولگا است.
در ولگای بالای دلتا ، مهاجرت انبوه ماهیان خاویاری در ماه جولای رخ می‌دهد (در پایین‌ترین قسمت ولگا، اوج مهاجرت گاهی در ژوئن است)، در اورال دو اوج مشاهده می‌شود: در بهار (در آوریل-مه) و در پایان تابستان - در پاییز، در کورا، مهاجرت در تمام طول سال با اوج در مارس-آوریل است. ماهی‌هایی که در بهار و تا حدودی در تابستان می‌رسند، در سال ورود به رودخانه تخم‌ریزی می‌کنند؛ ماهیان خاویاری که در تابستان و پاییز وارد رودخانه می‌شوند، در آنجا زمستان می‌گذرانند و در اوایل بهار سال بعد تخم‌ریزی می‌کنند. پس از تخم‌ریزی، ماهیان خاویاری به دریا می‌غلتند، جایی که تا تخم‌ریزی بعدی چاق می‌شوند. در حوضه آزوف، مهاجرت‌های تخم‌ریزی ماهیان خاویاری به رودخانه دن حفظ شده است [ 6 ] .